# Геофизический институт АН СССР
Геофизический институт Академии наук СССР — научное учреждение АН СССР по изучению геофизики и сейсмологии, существовавшее в Москве с 10.01.1946 по 18.11.1955.
Позже разделён на три академических института.

## История
13 марта 1928 года создан Сейсмологический институт АН СССР (СИАН). Директором СИАН был избран П. М. Никифоров.
28 января 1937 года создан Институт теоретической геофизики Академии наук СССР(ИТГАН). Директором стал академик О. Ю. Шмидт.
10 января 1946 года Сейсмологический институт АН СССР и Институт теоретической геофизики АН СССР объединены в Геофизический институт Академии наук СССР (ГЕОФИАН). Директором ГЕОФИАН стал академик О. Ю. Шмидт. Он вскоре ушёл с этой должности, и директором ГЕОФИАН был избран Г. А. Гамбурцев.
По инициативе академика Евгения Константиновича Фёдорова 18 ноября 1955 года было принято решение разделить Геофизический институт Академия наук СССР на 
- Институт прикладной геофизики (позже получивший имя акад. Е.К. Фёдорова);
- Институт физики земли и
- Институт физики атмосферы.